# Puzzle de Conway

Des pièces utilisés dans le puzzle de Conway, une de chaque type.

Le puzzle de Conway est un problème d'empilement tridimensionnel qui utilise des blocs rectangulaires. Ce puzzle est nommé d'après son inventeur le mathématicien John Conway. Il propose d'empiler treize blocs de 1 × 2 × 4, un bloc de 2 × 2 × 2, un bloc de 1 × 2 × 2 et trois blocs de 1 × 1 × 3 dans une boite de 5 × 5 × 5.

## Solution

Un empilement possible pour les trois bloc 1 × 1 × 3.

La solution du puzzle de Conway est simple une fois que l'on se rend compte, sur la base de considérations de parité, que les trois blocs 1 × 1 × 3 doivent être placés précisément dans chaque tranche du cube 5 × 5 × 1. Ceci est analogue à un aperçu similaire qui facilite la solution du puzzle de Slothouber–Graatsma plus simple.